# 小行星7990
小行星7990是一颗围绕太阳公转的小行星。1981年9月26日，諾曼·G·托馬斯在可可尼诺县发现了此天体。
这颗小行星的绝对星等为230.3992519567896等。